# Комбі-Сеттелмент (Флорида)
Комбі-Сеттелмент (англ. Combee Settlement) — переписна місцевість (CDP) в США, в окрузі Полк штату Флорида. Населення — 5911 особа (2020).

## Географія
Комбі-Сеттелмент розташоване за координатами 28°3′37″ пн. ш. 81°54′21″ зх. д. / 28.06028° пн. ш. 81.90583° зх. д. (28.060284, -81.905961).  За даними Бюро перепису населення США в 2010 році переписна місцевість мала площу 5,37 км², з яких 5,34 км² — суходіл та 0,03 км² — водойми.

## Демографія
Згідно з переписом 2010 року, у переписній місцевості мешкало 5577 осіб у 2046 домогосподарствах у складі 1351 родини. Густота населення становила 1038 осіб/км².  Було 2468 помешкань (460/км²).
Расовий склад населення:
| - 78,4 % — білих - 9,2 % — чорних або афроамериканців - 0,8 % — корінних американців - 0,7 % — азіатів - 7,9 % — осіб інших рас |

До двох чи більше рас належало 3,0 %. Частка іспаномовних становила 18,2 % від усіх жителів.
За віковим діапазоном населення розподілялося таким чином: 26,8 % — особи молодші 18 років, 62,0 % — особи у віці 18—64 років, 11,2 % — особи у віці 65 років та старші. Медіана віку мешканця становила 35,2 року. На 100 осіб жіночої статі у переписній місцевості припадало 101,8 чоловіків;  на 100 жінок у віці від 18 років та старших — 101,4 чоловіків також старших 18 років.
Середній дохід на одне домашнє господарство  становив 34 991 долар США (медіана — 25 712), а середній дохід на одну сім'ю — 39 325 доларів (медіана — 32 996). За межею бідності перебувало 27,7 % осіб, у тому числі 35,6 % дітей у віці до 18 років та 22,4 % осіб у віці 65 років та старших.
Цивільне працевлаштоване населення становило 1773 особи. Основні галузі зайнятості: роздрібна торгівля — 25,4 %, освіта, охорона здоров'я та соціальна допомога — 19,2 %, мистецтво, розваги та відпочинок — 10,0 %, виробництво — 6,8 %.